# Ronnie Baker (Basketballspieler)
Ronald „Ronnie“ Baker (* 28. Juli 1969 in Montserrat, Kleine Antillen) ist ein englischer Basketballspieler. Er liegt mit 539 Einsätzen in der British Basketball League (BBL) nahezu gleichauf mit BBL-Rekordspieler Peter Scantlebury und absolvierte über 100 Einsätze für die englische Nationalmannschaft. 2006 gewann er als Mannschaftskapitän der Nationalmannschaft die Bronzemedaille bei den Commonwealth Games 2006.

## Karriere
Baker begann seine Basketballkarriere bei den TopCats aus Brixton, für die er bis 1990 spielte. Nachdem er bereits kurzzeitig zu Beginn der geschlossenen Profiliga BBL bei Crystal Palace 1987 unter Vertrag gestanden hatte, ohne ein Spiel absolviert zu haben, bekam er 1990 einen Vertrag beim BBL-Klub Bears aus Worthing. Nach zwei Jahren ging er zurück nach Brixton, bevor er in der Saison 1992/93 bei den Towers aus London einen Vertrag bekam. Nach dem Ende der Spielzeit wechselte er zum Pokalsieger Kings aus Guildford, die zu Beginn der BBL die erfolgreichste Franchise der BBL gewesen war. Bereits ein Jahr später kehrte er nach London zurück und schloss sich der neuen Franchise Leopards an, die die Lizenz der Kings erworben hatten und deren Nachfolge in der BBL angetreten hatten. Zu Beginn der Saison 1996/97 gab er kein kurzzeitiges Gastspiel von zwei Spielen bei Lokalrivale Crystal Palace, bevor er zu den Leopards zurückkehrte. Die Leopards gewannen den Pokalwettbewerb „National Cup“ 1997, verloren jedoch als Hauptrundenerster der BBL das Finalspiel der Play-offs gegen Lokalrivale London Towers.
Ab 1997 spielte Baker drei Jahre für die Giants aus Manchester, die 1999 den Ligapokal BBL Trophy gewannen, bei dem Baker zum „Most Valuable Player“ (MVP) des Wettbewerbs ernannt wurde. Mit unter anderem dem MVP der BBL-Saison 1999/2000 Tony Dorsey gewannen die Giants dann ein Jahr später auch die BBL-Play-offs 2000. Anschließend wechselte Baker zusammen mit Trainer Nick Nurse zurück nach London, wo er mit den Towers auch in der neu eingerichteten EuroLeague spielte. Nachdem man in der EuroLeague 2000/01 in zehn Vorrundenspielen noch eins hatte gewinnen können und dank des besseren direkten Vergleichs den deutschen Konkurrenten Opel Skyliners auf den letzten Platz der Vorrundengruppe hatte verweisen können, blieb man in 14 Vorrundenspielen der EuroLeague 2001/02 sieglos. Auch in den Wettbewerben der BBL blieben die Towers ohne Titelgewinn und 2004 wechselte Baker mit 35 Jahren noch einmal an die englische Südküste zu den Bears, die ihren Standort jedoch von Worthing nach Brighton verlegt hatten. Zu den Bears war bereits 2001 sein früherer Trainer Nick Nurse gewechselt. Gemeinsam gewann man 2005 noch einmal den Pokalwettbewerb BBL Cup, doch nach der Saison 2005/06 mit einer negativen Saisonbilanz von mehr Niederlagen als Siegen wurde die Bears vom Spielbetrieb der BBL abgemeldet.
Nachdem Baker mit der englischen Nationalmannschaft sowie der britischen Olympiaauswahl jahrelang mehr oder minder erfolglos geblieben war und sich nie für die Finalrunden von Titelkämpfen hatte qualifizieren können, berief sein langjähriger Nationalmannschaftskollege Peter Scantlebury als Nationaltrainer zum Mannschaftskapitän der englischen Nationalmannschaft bei der erstmaligen Austragung eines Basketballwettbewerbs im Rahmen der Commonwealth Games bei den Spielen 2006 in Melbourne. England musste sich zwar in der Vorrunde Neuseeland und im Halbfinale Gastgeber Australien geschlagen geben, konnte aber nach einem deutlichen Sieg über Nigeria die Bronzemedaille erringen. Anschließend suchte sich Baker einen neuen Verein und spielte für die Lions aus Milton Keynes, die 2008 den BBL Cup gewinnen konnten. Nach dem Pokalgewinn kehrte Baker 2008 zu den Leopards zurück, die sich bereits 2003 aus der BBL abgemeldet hatten und in der Division One der „English Basketball League“ (EBL) unterhalb der BBL spielten. Nach einem dritten Platz 2009 verpasste man 2010 als Neunter die Play-offs. Für die Saison 2010/11 kehrte Baker in die BBL zurück und unterstützte den ehemaligen Juniorenauswahltrainer Tim Lewis bei der ein Jahr zuvor gegründeten BBL-Franchise Essex Pirates aus Southend-on-Sea als erfahrener Spieler. Die Pirates waren jedoch chronisch erfolglos und erzielten nur einen Saisonsieg in 33 Saisonspielen. Baker absolvierte 15 Saisoneinsätze und verpasste die Rekordeinsätze von Peter Scantlebury um ein Spiel, der insgesamt auf 540 BBL-Einsätze gekommen war, während bei Baker 539 Einsätze zu Buche stehen. Nach dem Ende der Spielzeit wurden die Pirates bereits wieder vom Spielbetrieb der BBL wieder abgemeldet und Baker wurde in der Folge für die Eastside Eagles aus London in der Division Two der EBL aktiv.